# Pre-dreadnought

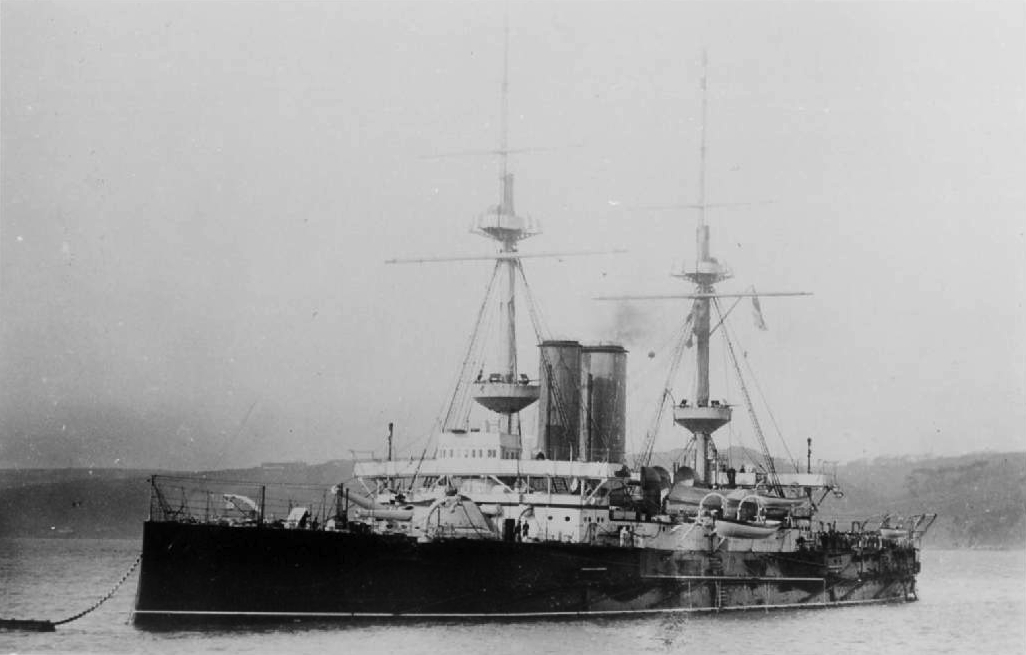
, typiskt slagskepp som betecknades pre-dreadnought.

Pre-dreadnought är den allmänna termen för alla typer av havsgående slagskepp som byggdes mellan mitten av 1890-talet och 1905. Pre-dreadnoughts ersatte pansarklädda krigsfartyg från 1870- och 1880-talet. Pre-dreadnoughts var byggda av stål och skyddades av härdat stålpansar och dess huvudbatteri bestod av mycket tunga artilleripjäser i kanontorn stödda av en eller flera sekundära batterier av lättare vapen. De drevs av koldrivna ångmaskiner med trippelexpansion.
I motsats till den kaotiska utvecklingen av pansarklädda krigsfartyg under de föregående årtiondena började 1890-talet flottor världen över att börja bygga slagskepp av en gemensam design då dussintals fartyg i hela världen i huvudsak följt utformningen av den brittiska Majestic-klassen. Likheten i utseendet av slagskepp på 1890-talet underströks av det ökande antalet fartyg som byggdes. Nya marina stormakter som Tyskland, Japan och USA började att etablera sig med flottor av pre-dreadnoughts, medan Storbritanniens, Frankrikes och Rysslands flottor utökades för att möta dessa nya hot. Den avgörande sammandrabbningen mellan pre-dreadnoughtflottor skulle utkämpas mellan ryssar och japaner under slaget vid Tsushima den 27 maj 1905.
Dessa dussintal slagskepp hade plötsligt blivit förlegade genom ankomsten av HMS Dreadnought år 1906. Dreadnought satte trenden i slagskeppets design genom ett tyngre artillerisystem med större räckvidd som bestod av tio 305 mm kanoner. Hennes innovativa ångturbiner gjorde henne också snabbare. De befintliga pre-dreadnoughts var bestämt utklassade. De nya slagskeppen var från och med då kända som dreadnoughts medan fartyg som sjösattes tidigare betecknades som pre-dreadnoughts. Trots sitt föråldrade spelade pre-dreadnought en viktig roll i första världskriget och det fanns till och med sådana som tjänstgjorde under andra världskriget.